# Raymond Bonham Carter
Pour les articles homonymes, voir Bonham Carter.
Raymond Henry Bonham Carter (19 juin 1929 - 17 janvier 2004) est un banquier britannique et membre la famille Bonham Carter.

## Biographie
Il est né à Paddington, Londres, fils de Maurice Bonham Carter (1880–1960), un homme politique et joueur de cricket, et sa femme, Lady Violet Asquith (1887–1969), une militante politique qui est créée baronne Asquith de Yarnbury en 1964. Son père est Herbert Henry Asquith (1852–1928), qui est premier ministre de 1908 à 1916 et devient le premier comte d'Oxford et d'Asquith en 1925.
Ses frères et sœurs aînés sont Cressida Ridley, Laura Grimond et Mark Bonham Carter. Il fait ses études à la St. Ronan's School, à Hawkhurst, au Winchester College et au Magdalen College, Oxford  obtenant son diplôme en 1952. Il est ensuite allé à Harvard .
À plusieurs reprises, il occupe des postes importants à la Banque d'Angleterre (1958–1963), au Fonds monétaire international (1961–1963), à Warburgs (1963–1977) et au ministère de l'Industrie (1977–1979) .

## Mariage et enfants
En 1958, il épousa Elena Propper de Callejón, fille du diplomate espagnol Eduardo Propper de Callejón (1895–1972) et sa femme franco-autrichienne, Hélène Fould-Springer. Ensemble, ils ont trois enfants :
- Edward Bonham Carter (né le 24 mai 1960), vice-président du groupe de gestion de fonds Jupiter Fund Management.
- Helena Bonham Carter (née le 26 mai 1966), actrice nommée à deux reprises aux Oscars [4],[5]
- Thomas Bonham Carter, qui dirige une agence de gouvernance d'entreprise.

En 1979, on lui diagnostique une tumeur au cerveau, qui est enlevée par chirurgie mais le laisse tétraplégique et partiellement aveugle .